# Веселовский, Исаак Павлович
Исаак Павлович Веселовский (1689/90 — сентябрь 1754) — русский дипломат (тайный советник), младший брат Авраама и старший брат Фёдора Веселовских.
Подобно старшему брату, учился у пастора Глюка, затем служил переводчиком в Посольском приказе. В 1709 году состоял при резиденте в Пруссии, в январе 1710 году переведён в Данию. Сопровождал Петра I в поездке по Европе в 1716—17 годах. В 1718—20 годах возглавил канцелярию Коллегии иностранных дел.
В апреле 1720 года, когда начались гонения на братьев Веселовских, Исаак был отставлен от дипломатической службы. В 1722 году по протекции Меншикова определён к цесаревнам Анне и Елизавете преподавать французский язык. В 1726 году служил секретарём в кавказской армии В. В. Долгорукова.
Когда Меншиков подвергся опале, Веселовский как его ставленник сделался подозрительным в глазах правительства и был арестован «за некоторые предерзости». С 1728 по 1740 годы жил в ссылке в Гиляни, Баку и Дербенте.
По воцарении в 1741 году Елизавета Петровна, которой Веселовский привил любовь ко всему французскому, вернула своего старого учителя в Коллегию иностранных дел и поручила ему преподавать русский язык наследнику престола Петру Фёдоровичу.